# Anthony Vince
Anthony Vince, född 30 juli 1902, död 28 september 1986, var en friidrottare från Kanada. Han deltog vid olympiska sommarspelen 1924.